# Hierodula timorensis
Hierodula timorensis es una especie de mantis de la familia Mantidae.

## Distribución geográfica
Se encuentra en la Islas Amboina Timor (Indonesia).